# Nicotiana plumbaginifolia
Nicotiana plumbaginifolia är en potatisväxtart som beskrevs av Domenico Viviani. Nicotiana plumbaginifolia ingår i släktet tobak, och familjen potatisväxter. Inga underarter finns listade i Catalogue of Life.